# Telo
Teló je snovni del živih bitij in ga razlikujemo od duše, osebnosti ali obnašanja. Včasih površinske elemente telesa kot je na primer las ne obravnavamo kot njegove sestavne dele, tudi če so pritrjeni nanj. Podobno velja za izločene snovi, kot so iztrebki, še ko so v telesu ali zunaj njega. Za rastline, ki so sestavljene iz manjšega števila bioloških celic, po navadi rečemo, da so brez telesa, za višje rastline pa lahko rečemo, da imajo telo (z organi: koreninami, listi, stebli, cvetovi,...).
Pojem »telesa« pogosto uporabljamo v povezavi z videzom, zdravjem in smrtjo. Telo mrtve osebe se imenuje tudi (človeško) truplo ali mrlič. Mrtva telesa vretenčarjev in žuželk se včasih imenujejo mrhovina.
Človeško telo sestavljajo glava, vrat, trup, dve roki, dve nogi in spolovila v dimljah, ki se pri moških in ženskah razlikujejo.
Znanstvena veda, ki preučuje zgradbo telesa, je anatomija.